# Мокряк, Марк Исаевич
Марк Исаевич Мокряк (1886 — 26 октября 1919) — участник Гражданской войны, командир батареи 57-й стрелковой дивизии. Похоронен на Красной площади в Москве.

## Биография

### Ранние годы
Мокряк родился в семье батрака в селе Павловск Херсонской губернии. Отучился в школе четыре года, а с 12 лет пошёл батрачить к помещику.

### Служба в РИА
В 1907 году его призвали на военную службу, которую Мокряк отбывал на протяжении четырех лет. В 1910 году вышел в запас и вернулся на родину.
Воевал в Первую мировую войну подпрапорщиком. За храбрость был награждён четырьмя георгиевскими крестами и четырьмя медалями. Вернувшись в начале 1918 г. домой, вступил в партизанский отряд, который вел борьбу против германских оккупантов и петлюровцев.

#### Участие в Гражданской войне
Вернувшись в начале 1918 г. с фронта после демобилизации, вступил в партизанский отряд, который вёл борьбу против германских оккупантов и петлюровцев. В феврале 1919 г. Мокряк был назначен помощником военного комиссара, а немного позже с батальоном добровольцев отправлен на Южный фронт. По его инициативе создана артиллерийская батарея.
Под Бахмачем его батарея вывела из строя два бронепоезда и уничтожило живую силу противника, что сорвало его атаку. За это Мокряка наградили именными золотыми часами.
Мокряк погиб в районе Севска, близ станции Комаричи. Советское правительство постановило похоронить героя у Кремлёвской стены. От всех полков фронта были выделены делегации, сопровождавшие его тело в Москву, на Красную площадь. Посмертно награждён орденом Красного знамени.

## Награды
- четыре георгиевских креста
- четыре медали
- именные золотые часы
- орден Красного Знамени (посмертно)

## Память
- Его именем названа улица в г. Новоукраинка Кировоградской области.
- В г. Новоукраинка в 1970 году на высоком постаменте установлен бюст Мокряка.
- В Шведчиковской восьмилетней школе был создан уголок М. И. Мокряка.
- Памятник М. И. Мокряку в деревне Тростенчик Комаричского района Брянской области.

## Ссылка
- У Кремлёвской стены (недоступная ссылка)
- МОКРЯК  (недоступная ссылка)
- Под ред. Е. М. Жукова. Красная площадь // Советская историческая энциклопедия. — М.: Советская энциклопедия. — 1973—1982.